# Pherotesia potens
Pherotesia potens är en fjärilsart som beskrevs av W. Warren 1905. Pherotesia potens ingår i släktet Pherotesia och familjen mätare. Inga underarter finns listade i Catalogue of Life.